# St. Anna (Obermögersheim)

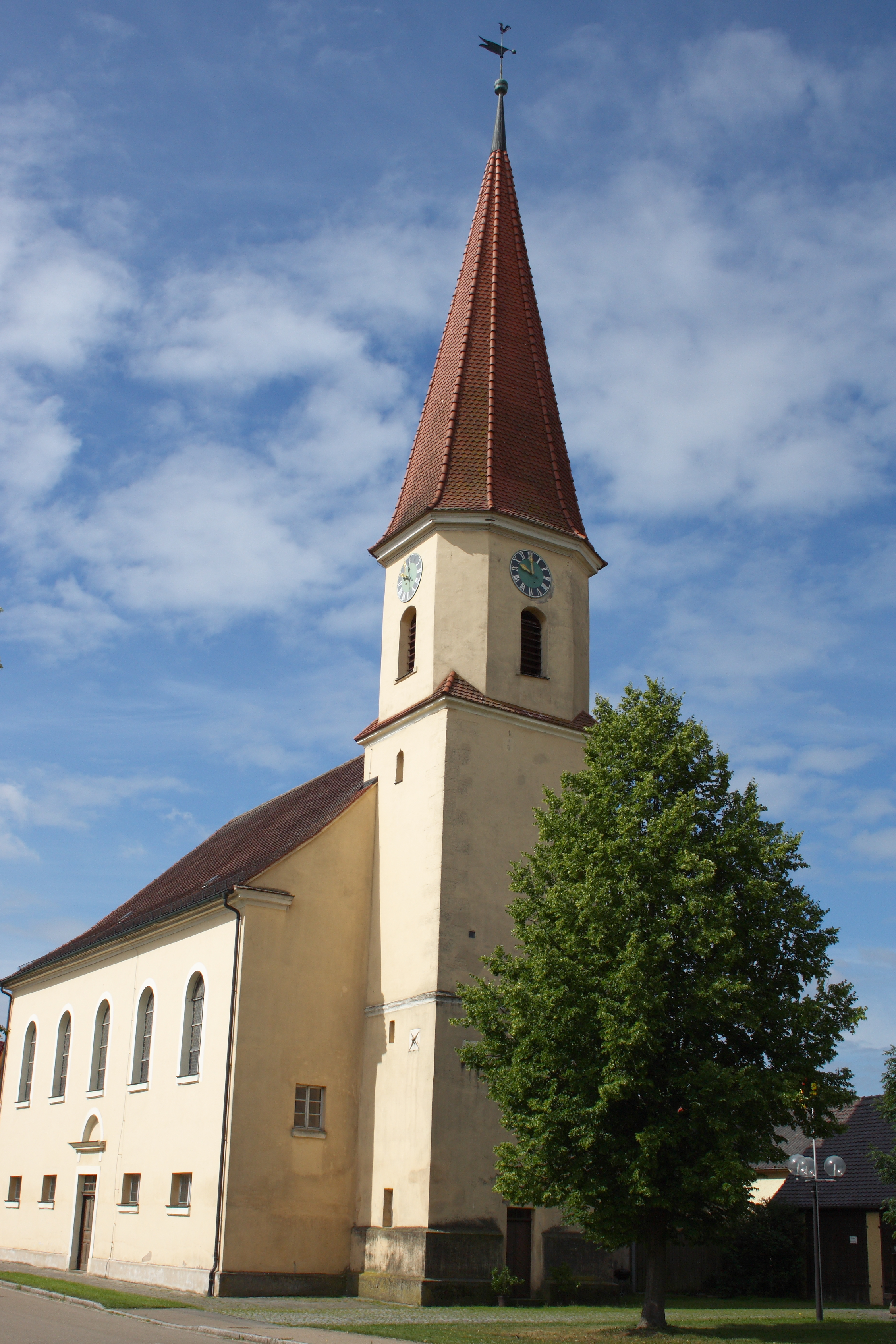
St. Anna in Obermögersheim

Die denkmalgeschützte, evangelische Pfarrkirche St. Anna, die sogenannte Untere Kirche, steht in Obermögersheim, einem Gemeindeteil der Stadt Wassertrüdingen im Landkreis Ansbach (Mittelfranken, Bayern). Die Pfarrkirche ist unter der Denkmalnummer D-5-71-214-100 als Baudenkmal in der Bayerischen Denkmalliste eingetragen. Die Kirche gehört zum Dekanat Wassertrüdingen im Kirchenkreis Ansbach-Würzburg der Evangelisch-Lutherischen Kirche in Bayern.

## Beschreibung
Das Langhaus der verputzten Saalkirche, das mit einem Satteldach bedeckt und im Süden abgewalmt ist,  wurde 1821 an den im Kern mittelalterlichen Kirchturm angebaut. Der Kirchturm wurde 1696 mit einem achteckigen Geschoss aufgestockt, um die Turmuhr und den Glockenstuhl unterzubringen, und mit einem spitzen Helm bedeckt. Besonders sehenswert ist ein Gemälde des Abendmahls von Jacopo Amigoni aus dem 2. Viertel des 18. Jahrhunderts.